# Corneilhan
Corneilhan [kɔʁnɛjɑ̃] est une commune française située dans le sud du département de l'Hérault, en région Occitanie.
Exposée à un climat méditerranéen, elle est drainée par le ruisseau de Bagnols et par divers autres petits cours d'eau. 
Elle appartient à la communauté d'agglomération Béziers Méditerranée.
Corneilhan est une commune rurale qui compte 1 632 habitants en 2022, après avoir connu une forte hausse de la population depuis 1962. Elle fait partie de l'aire d'attraction de Béziers. Ses habitants sont appelés les Corneilhanais et Corneilhanaises.

## Géographie

### Localisation
Le village de Corneilhan est un ancien castrum situé sur un mamelon en forme de pain de sucre[Quoi ?] dont le point culminant est à 133 mètres. Cette commune se situe à 7,7 km au nord de Béziers, à mi-distance des rivières Orb et Libron. Le village est desservi par le car régional Lio et la ligne 10 de bus Beemob (communauté d'agglomération Béziers Méditerranée).
Les communes limitrophes sont Béziers, Lieuran-lès-Béziers, Lignan-sur-Orb, Pailhès, Puimisson et Thézan-lès-Béziers.
| Thézan-lès-Béziers (3.08 / 4,10 km)   | Pailhès (3.52 / 3,95 km) | Puimisson (4.65 / 5,26 km) Lieuran-lès-Béziers (4.15 / 5,87 km) |
| Cazouls-lès-Béziers (7.47 / 13,04 km) | Corneilhan               | Montblanc (14.08 / 19,50 km)                                    |
| Lignan-sur-Orb (2.48 / 3,40 km)       | Béziers (6.76 / 7,40 km) | Boujan-sur-Libron (5.41 / 7,61 km)                              |

### Climat
Pour des articles plus généraux, voir Climat de l'Occitanie et Climat de l'Hérault.
En 2010, le climat de la commune est de type climat méditerranéen franc, selon une étude s'appuyant sur une série de données couvrant la période 1971-2000. En 2020, Météo-France publie une typologie des climats de la France métropolitaine dans laquelle la commune est exposée à un climat méditerranéen et est dans la région climatique Provence, Languedoc-Roussillon, caractérisée par une pluviométrie faible en été, un très bon ensoleillement (2 600 h/an), un été chaud (21,5 °C), un air très sec en été, sec en toutes saisons, des vents forts (fréquence de 40 à 50 % de vents > 5 m/s) et peu de brouillards.
Pour la période 1971-2000, la température annuelle moyenne est de 14,4 °C, avec une amplitude thermique annuelle de 15,9 °C. Le cumul annuel moyen de précipitations est de 648 mm, avec 5,4 jours de précipitations en janvier et 2,6 jours en juillet. Pour la période 1991-2020, la température moyenne annuelle observée sur la station météorologique la plus proche, située à Béziers à 6 km à vol d'oiseau, est de 15,5 °C et le cumul annuel moyen de précipitations est de 585,0 mm,. Pour l'avenir, les paramètres climatiques de la commune estimés pour 2050 selon différents scénarios d'émission de gaz à effet de serre sont consultables sur un site dédié publié par Météo-France en novembre 2022.

### Milieux naturels et biodiversité
Aucun espace naturel présentant un intérêt patrimonial n'est recensé dans la commune dans l'inventaire national du patrimoine naturel,,.

## Urbanisme

### Typologie
Au 1er janvier 2024, Corneilhan est catégorisée bourg rural, selon la nouvelle grille communale de densité à sept niveaux définie par l'Insee en 2022.
Elle est située hors unité urbaine. Par ailleurs la commune fait partie de l'aire d'attraction de Béziers, dont elle est une commune de la couronne,. Cette aire, qui regroupe 53 communes, est catégorisée dans les aires de 50 000 à moins de 200 000 habitants,.

### Occupation des sols
L'occupation des sols de la commune, telle qu'elle ressort de la base de données européenne d’occupation biophysique des sols Corine Land Cover (CLC), est marquée par l'importance des territoires agricoles (89,4 % en 2018), en diminution par rapport à 1990 (91,9 %). La répartition détaillée en 2018 est la suivante : 
cultures permanentes (83,8 %), zones urbanisées (5,9 %), zones agricoles hétérogènes (5,7 %), forêts (2,4 %), milieux à végétation arbustive et/ou herbacée (2,3 %). L'évolution de l’occupation des sols de la commune et de ses infrastructures peut être observée sur les différentes représentations cartographiques du territoire : la carte de Cassini (XVIIIe siècle), la carte d'état-major (1820-1866) et les cartes ou photos aériennes de l'IGN pour la période actuelle (1950 à aujourd'hui).

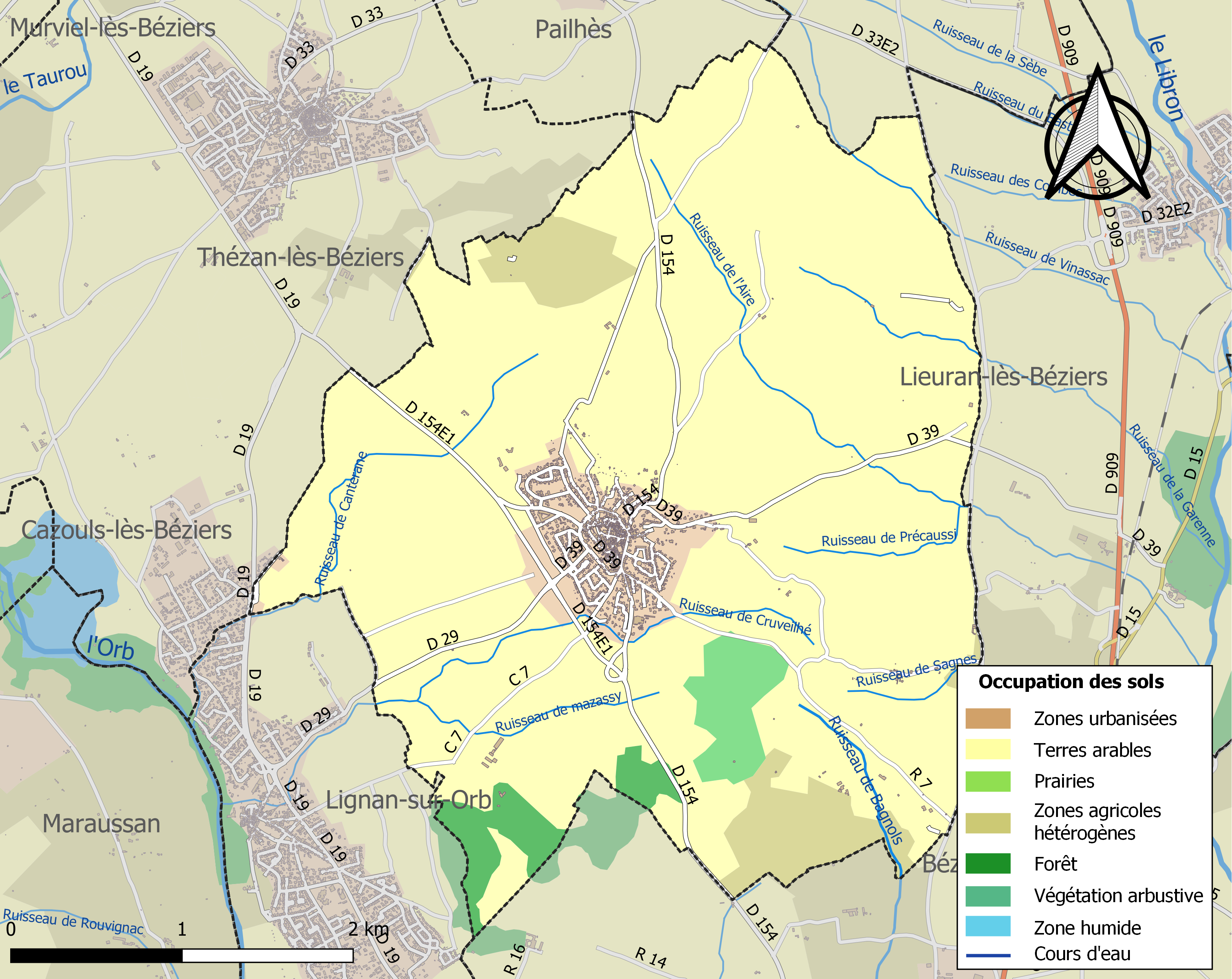
Carte des infrastructures et de l'occupation des sols de la commune en 2018 (CLC).

### Risques majeurs
Le territoire de la commune de Corneilhan est vulnérable à différents aléas naturels : météorologiques (tempête, orage, neige, grand froid, canicule ou sécheresse), feux de forêts et séisme (sismicité faible). Un site publié par le BRGM permet d'évaluer simplement et rapidement les risques d'un bien localisé soit par son adresse soit par le numéro de sa parcelle.
Corneilhan est exposée au risque de feu de forêt. Un plan départemental de protection des forêts contre les incendies (PDPFCI) a été approuvé en juin 2013 et court jusqu'en 2022, où il doit être renouvelé. Les mesures individuelles de prévention contre les incendies sont précisées par deux arrêtés préfectoraux et s’appliquent dans les zones exposées aux incendies de forêt et à moins de 200 mètres de celles-ci. L’arrêté du 25 avril 2002 réglemente l'emploi du feu en interdisant notamment d’apporter du feu, de fumer et de jeter des mégots de cigarette dans les espaces sensibles et sur les voies qui les traversent sous peine de sanctions. L'arrêté du 11 mars 2013 rend le débroussaillement obligatoire, incombant au propriétaire ou ayant droit,.

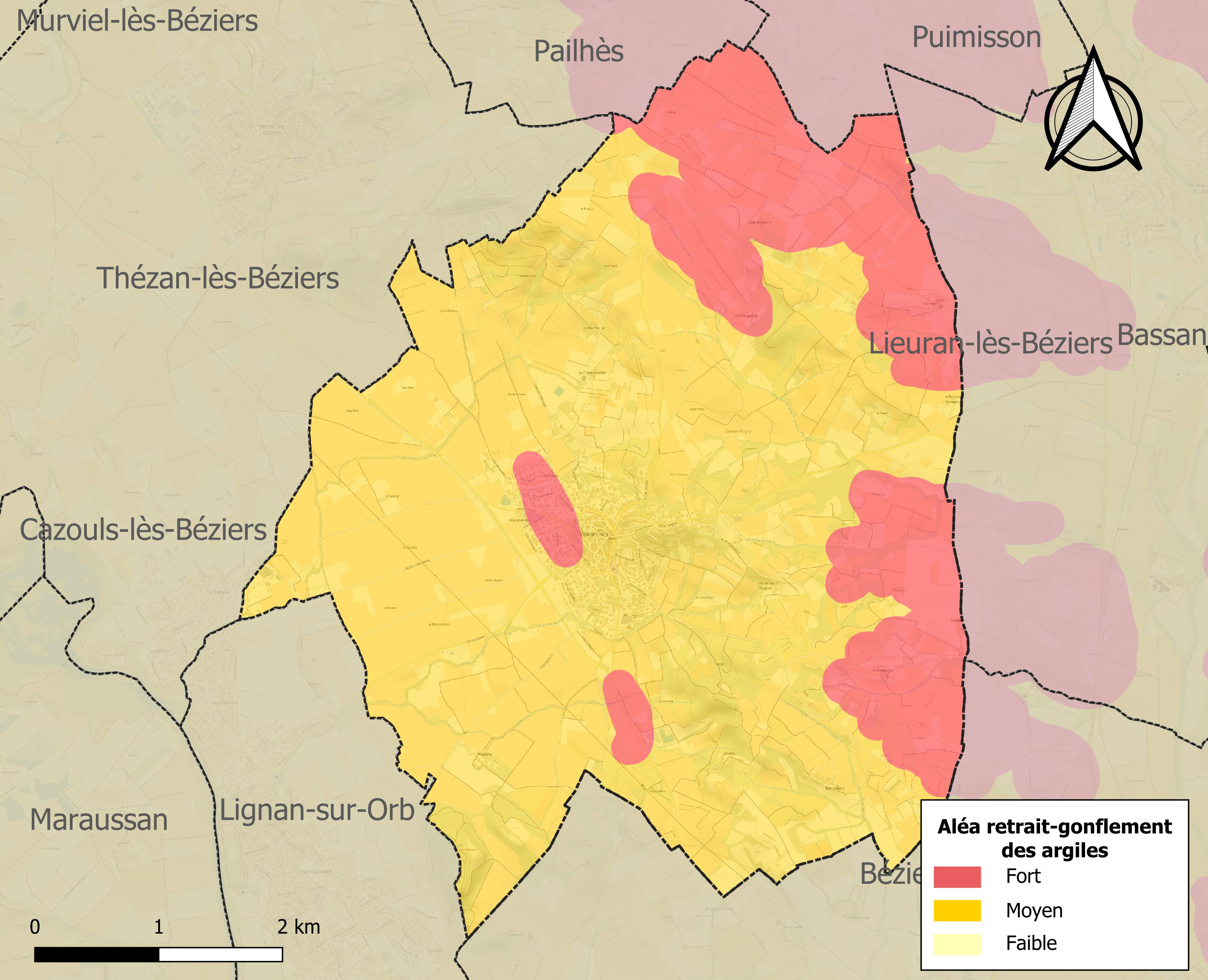
Carte des zones d'aléa retrait-gonflement des sols argileux de Corneilhan.

Le retrait-gonflement des sols argileux est susceptible d'engendrer des dommages importants aux bâtiments en cas d’alternance de périodes de sécheresse et de pluie. La totalité de la commune est en aléa moyen ou fort (59,3 % au niveau départemental et 48,5 % au niveau national). Sur les 783 bâtiments dénombrés sur le territoire de la commune en 2019, 783 sont en aléa moyen ou fort, soit 100 %, à comparer aux 85 % au niveau départemental et 54 % au niveau national. Une cartographie de l'exposition du territoire national au retrait gonflement des sols argileux est disponible sur le site du BRGM,.
Par ailleurs, afin de mieux appréhender le risque d’affaissement de terrain, l'inventaire national des cavités souterraines permet de localiser celles situées sur le territoire de la commune.
La commune a été reconnue en état de catastrophe naturelle au titre des dommages causés par les inondations et coulées de boue survenues en 1982, 1992, 1994, 1996, 2014 et 2019. 

## Toponymie
Attestée sous les formes villa Corneliano (975), 'in villa Corneliano, ecclesia S. Leoncii (après 1010), terminio de Corneliano (1071), de Cornilhano (1344), Cornillan (1643).
Provient du nom d'un domaine gallo-romain, gentilice latin  Cornelius et du suffixe -anum qui signifie: « la terre de Cornelius ».
En occitan, la commune se nomme Cornelhan.

## Politique et administration
| Période      | Période      | Identité                  | Étiquette | Qualité                      |
| ------------ | ------------ | ------------------------- | --------- | ---------------------------- |
| 1945         | 1959         | Joseph Albert             |           |                              |
| 1959         | 1965         | Georges Serre             |           |                              |
| 1965         | 1977         | Maximim Roques            |           |                              |
| 1977         | 1983         | Robert Benoit             |           |                              |
| 1983         | mars 1995    | Gilbert Vergnes           |           |                              |
| mars 1995    | mars 2008    | Michel Roget              | UDF       | Architecte                   |
| mars 2008    | mars 2014    | Gérard Roques             | DVD       | Directeur Commercial         |
| mars 2014    | mai 2016     | Michel Suère              | DVD       | Agent technique              |
| mai 2016     | juillet 2020 | Isabelle Hugounet-Pullara | SE        | Fonctionnaire de catégorie A |
| juillet 2020 | En cours     | Bertrand Gelly            | SE        | Viticulteur                  |

## Population et société

### Démographie
L'évolution du nombre d'habitants est connue à travers les recensements de la population effectués dans la commune depuis 1793. Pour les communes de moins de 10 000 habitants, une enquête de recensement portant sur toute la population est réalisée tous les cinq ans, les populations de référence des années intermédiaires étant quant à elles estimées par interpolation ou extrapolation. Pour la commune, le premier recensement exhaustif entrant dans le cadre du nouveau dispositif a été réalisé en 2006.

En 2022, la commune comptait 1 632 habitants, en évolution de −4,84 % par rapport à 2016 (Hérault : +7,49 %, France hors Mayotte : +2,11 %).
| 1793 | 1800 | 1806 | 1821 | 1831 | 1836 | 1841 | 1846 | 1851 |
| ---- | ---- | ---- | ---- | ---- | ---- | ---- | ---- | ---- |
| 595  | 574  | 614  | 641  | 732  | 721  | 710  | 668  | 643  |

| 1856 | 1861 | 1866 | 1872 | 1876 | 1881 | 1886 | 1891 | 1896 |
| ---- | ---- | ---- | ---- | ---- | ---- | ---- | ---- | ---- |
| 607  | 633  | 635  | 645  | 678  | 667  | 706  | 731  | 835  |

| 1901  | 1906  | 1911  | 1921  | 1926 | 1931  | 1936 | 1946 | 1954 |
| ----- | ----- | ----- | ----- | ---- | ----- | ---- | ---- | ---- |
| 1 012 | 1 038 | 1 053 | 1 024 | 944  | 1 035 | 939  | 866  | 878  |

| 1962 | 1968  | 1975  | 1982  | 1990  | 1999  | 2006  | 2011  | 2016  |
| ---- | ----- | ----- | ----- | ----- | ----- | ----- | ----- | ----- |
| 951  | 1 017 | 1 136 | 1 265 | 1 363 | 1 536 | 1 494 | 1 622 | 1 715 |

| 2021  | 2022  | - | - | - | - | - | - | - |
| ----- | ----- | - | - | - | - | - | - | - |
| 1 663 | 1 632 | - | - | - | - | - | - | - |

### Manifestations culturelles et festivités
Vie locale avec des clubs d'activités culturels ou sportifs[réf. nécessaire].
Sociétés sportives. École de football et de rugby. École de tennis[réf. nécessaire].
Fête locale : tous les débuts du mois de juillet (4 jours)[réf. nécessaire].

## Économie

### Revenus
En 2018, la commune compte 753 ménages fiscaux, regroupant 1 707 personnes. La médiane du revenu disponible par unité de consommation est de 20 410 € (20 330 € dans le département).

### Emploi
|                | 2008   | 2013   | 2018  |
| -------------- | ------ | ------ | ----- |
| Commune        | 8,5 %  | 7,9 %  | 9,4 % |
| Département    | 10,1 % | 11,9 % | 12 %  |
| France entière | 8,3 %  | 10 %   | 10 %  |

En 2018, la population âgée de 15 à 64 ans s'élève à 1 001 personnes, parmi lesquelles on compte 77,1 % d'actifs (67,6 % ayant un emploi et 9,4 % de chômeurs) et 22,9 % d'inactifs,. En  2018, le taux de chômage communal (au sens du recensement) des 15-64 ans est inférieur à celui de la France et du département, alors qu'en 2008 il était supérieur à celui de la France.
La commune fait partie de la couronne de l'aire d'attraction de Béziers, du fait qu'au moins 15 % des actifs travaillent dans le pôle,. Elle compte 249 emplois en 2018, contre 207 en 2013 et 184 en 2008. Le nombre d'actifs ayant un emploi résidant dans la commune est de 682, soit un indicateur de concentration d'emploi de 36,5 % et un taux d'activité parmi les 15 ans ou plus de 52,6 %.
Sur ces 682 actifs de 15 ans ou plus ayant un emploi, 147 travaillent dans la commune, soit 22 % des habitants. Pour se rendre au travail, 87,5 % des habitants utilisent un véhicule personnel ou de fonction à quatre roues, 3,1 % les transports en commun, 4,7 % s'y rendent en deux-roues, à vélo ou à pied et 4,7 % n'ont pas besoin de transport (travail au domicile).

### Activités hors agriculture

#### Secteurs d'activités
124 établissements sont implantés  à Corneilhan au 31 décembre 2019. Le tableau ci-dessous en détaille le nombre par secteur d'activité et compare les ratios avec ceux du département,.
| Secteur d'activité                                                                                        | Commune | Commune | Département |
| Secteur d'activité                                                                                        | Nombre  | %       | %           |
| --- | ------- | ------- | ----------- |
| Ensemble                                                                                                  | 124     | 100 %   | (100 %)     |
| Industrie manufacturière, industries extractives et autres                                                | 8       | 6,5 %   | (6,7 %)     |
| Construction                                                                                              | 26      | 21 %    | (14,1 %)    |
| Commerce de gros et de détail, transports, hébergement et restauration                                    | 24      | 19,4 %  | (28 %)      |
| Information et communication                                                                              | 1       | 0,8 %   | (3,3 %)     |
| Activités financières et d'assurance                                                                      | 3       | 2,4 %   | (3,2 %)     |
| Activités immobilières                                                                                    | 5       | 4 %     | (5,3 %)     |
| Activités spécialisées, scientifiques et techniques et activités de services administratifs et de soutien | 25      | 20,2 %  | (17,1 %)    |
| Administration publique, enseignement, santé humaine et action sociale                                    | 13      | 10,5 %  | (14,2 %)    |
| Autres activités de services                                                                              | 19      | 15,3 %  | (8,1 %)     |

Le secteur de la construction est prépondérant dans la commune puisqu'il représente 21 % du nombre total d'établissements de la commune (26 sur les 124 entreprises implantées  à Corneilhan), contre 14,1 % au niveau départemental.

#### Entreprises et commerces
Les cinq entreprises ayant leur siège social sur le territoire communal qui génèrent le plus de chiffre d'affaires en 2020 sont : 
- Bonnet Freres, travaux de maçonnerie générale et gros œuvre de bâtiment (202 k€) ;
- Isoplus, travaux de plâtrerie (135 k€) ;
- Fortunea, agences immobilières (25 k€) ;
- Thiflo & Co, activités des sociétés holding (18 k€) ;
- Fortunimmo, autres activités auxiliaires de services financiers, hors assurance et caisses de retraite, n.c.a. (5 k€).

### Agriculture
La commune est dans la « Plaine viticole », une petite région agricole occupant la bande côtière du département de l'Hérault. En 2020, l'orientation technico-économique de l'agriculture  dans la commune est la viticulture.
|               | 1988 | 2000 | 2010 | 2020 |
| ------------- | ---- | ---- | ---- | ---- |
| Exploitations | 133  | 110  | 79   | 60   |
| SAU (ha)      | 992  | 907  | 820  | 623  |

Le nombre d'exploitations agricoles en activité et ayant leur siège dans la commune est passé de 133 lors du recensement agricole de 1988  à 110 en 2000 puis à 79 en 2010 et enfin à 60 en 2020, soit une baisse de 55 % en 32 ans. Le même mouvement est observé à l'échelle du département qui a perdu pendant cette période 67 % de ses exploitations,. La surface agricole utilisée dans la commune a également diminué, passant de 992 ha en 1988 à 623 ha en 2020. Parallèlement la surface agricole utilisée moyenne par exploitation a augmenté, passant de 7 à 10 ha.

## Culture locale et patrimoine

### Lieux et monuments
- Vestiges de l'Antiquité romaine et wisigothique :
  - villas romaines à Saint-Sernin, Rouet, Le Mouillou, Mazassi-le-Vieux, Peilhan, La Jasse, Les Carniès ;
  - four de poterie romain aux Maisons Neuves ;
  - tronçons de l'aqueduc romain de Béziers.
  - passage d'une voie romaine
- Tombes wisigothiques à La Garriguette.
- Pont de Fabrégat, construit en 1755 sur le tracé d'une voie romaine.
- Fontaine de 1781, avec façade à pilastres et niche.
- Église Saint-Léonce de Corneilhan datant de 1869 : grille de communion et maître-autel 18e siècle, crédence avec armoiries.
- Chapelle Sainte-Marie de Corneilhan.
- Monument aux morts construit en hommage aux soldats durant la Première Guerre mondiale. Les artistes qui ont construit ce monument s'appellent Louis Paul (1854-1922) et Jean-Baptiste Blattes (1877-1966) et le monument est inauguré le 11 Novembre 1923[29]. Il est composé de deux éléments principaux : un poilu sur le point de mourir et une femme au-dessus de lui qui pourrait selon Alain Choubard être une allégorie de la « Vie »[29]. Les femmes sculptées apparaissent souvent sur les monuments aux morts et représentent la réaction douloureuse à la mort du soldat. Ici cette douleur est manifestée très fortement selon Oddon Abbal. En effet la femme est nue, « affiche sa douleur sans retenue »[30], et permet ainsi selon Abbal d'humaniser l'ensemble sculpté.

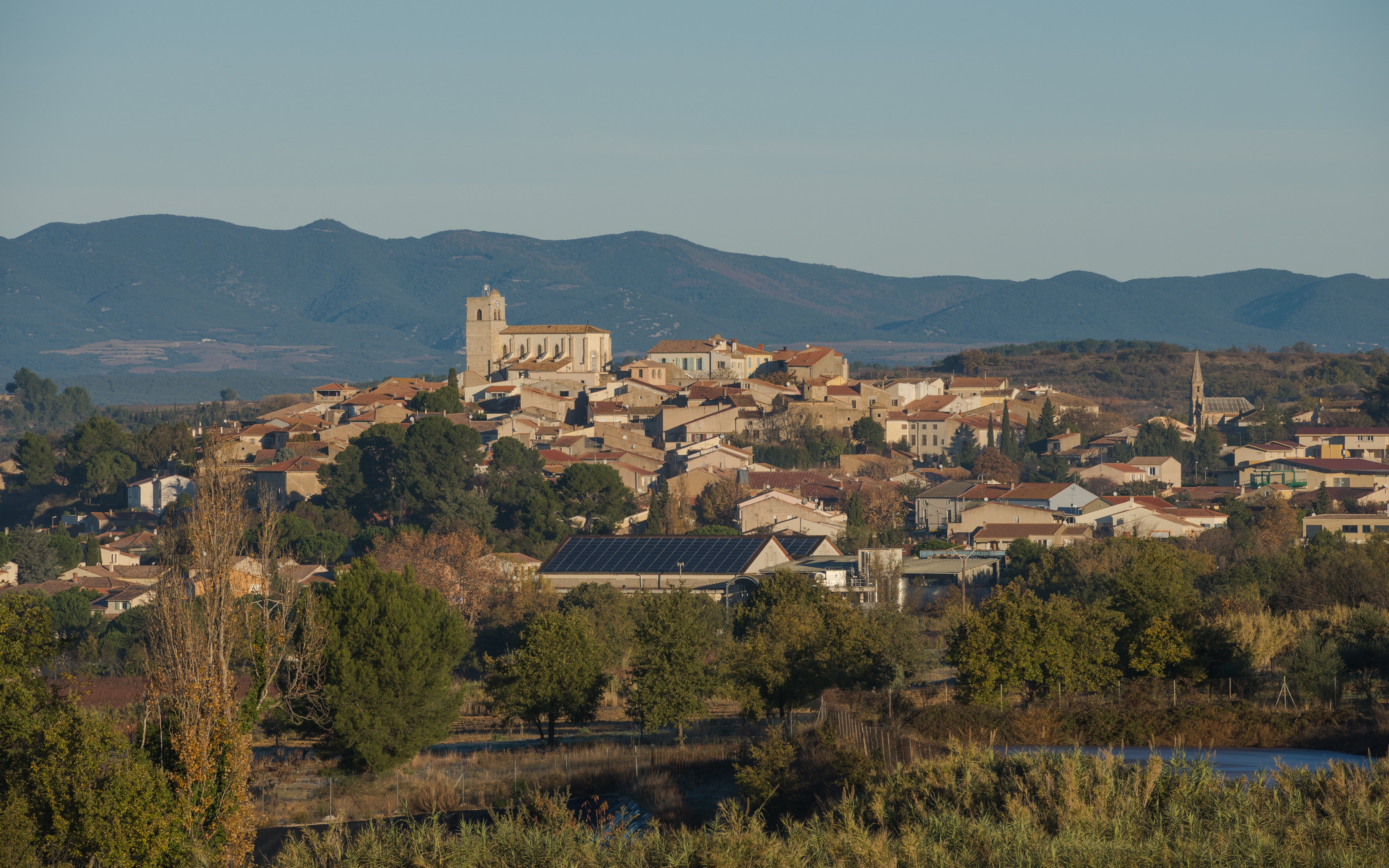
La partie historique du village construite sur une colline. Aperçu de l'église Saint-Léonce.
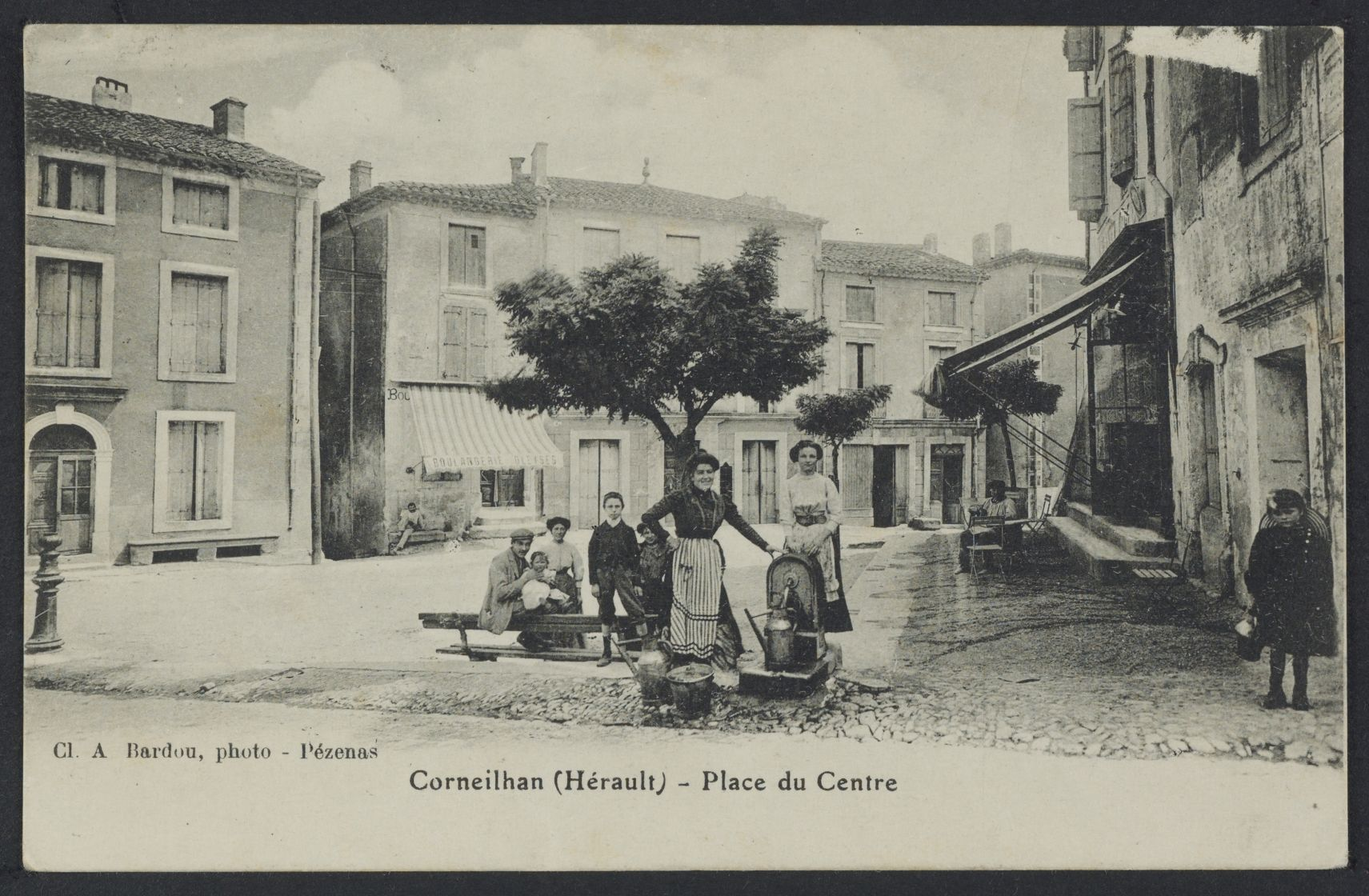
Place du centre du village : carte postale (1913).
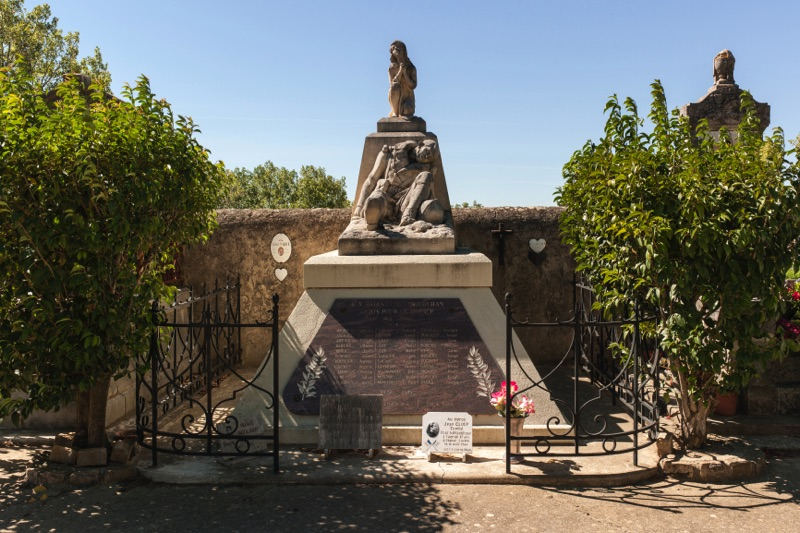
Monument aux morts de Corneilhan construit après la Première Guerre mondiale.

### Personnalités liées à la commune
- Sainte Céronne : née en 410 à Corneilhan, au sein d'une famille noble et païenne, elle se convertit au christianisme. Elle s'en fut dans le diocèse de Sées où l'évêque saint Hile l'accueillit[31]. Une chapelle dans l'église Saint-Léonce du village lui est dédiée. Une localité garde sa mémoire : Sainte-Céronne-lès-Mortagne dans l'Orne avec laquelle Corneilhan est jumelée[32].
- Léopold Vabre (1864-1936), médecin à Béziers, félibre majoral et directeur de la revue La Cigalo Lengadouciano.
- Monseigneur Félix de Las Cases, évêque de Constantine (département de Constantine, Algérie) de 1867 à 1870, est inhumé au cimetière de Corneilhan.
- André Jules Chaussouy. Né à Corneilhan le 1er septembre 1893. Études à Béziers. Licencié en droit et en sciences politiques, Obtient son doctorat en économie ainsi qu’une licence de lettres. Félibre. Recueil de poèmes occitans. Thèse sur les manifestations viticoles de 1907. Il meurt le 23 mars 1915 à l'âge de 21 ans, dans les tranchées de Beauséjour[33], tué par un obus allemand.

### Héraldique
| Blason de Corneilhan | Blason  | D'or aux trois corneilles de sable, becquées et membrées de gueules, au chef d'azur chargé de trois fleurs de lys d'or. |
| Blason de Corneilhan | Détails | Le statut officiel du blason reste à déterminer.                                                                        |